# 廣瀬博
廣瀨 博（ひろせ ひろし、1944年8月23日 - ）は、日本の実業家。岡山県生まれ。住友化学代表取締役社長や東日本高速道路代表取締役社長を務めた。

## 経歴
- 1944年8月23日 岡山県倉敷市に生まれる。[1]
- 1962年 兵庫県立尼崎高等学校卒業
- 1967年 神戸大学経営学部卒業
- 1967年 住友化学工業（現住友化学）入社
- 1994年 同社総務部長
- 2000年 同社理事総務部長
- 2001年 同社取締役総務部長委嘱
- 2003年 同社執行役員総務部長
- 2004年 同社常務執行役員
- 2006年 同社取締役常務執行役員
- 2007年 同社代表取締役専務執行役員
- 2008年 同社代表取締役副社長執行役員
- 2009年 同社代表取締役社長
- 2011年 同社取締役副会長
- 2012年 東日本高速道路 代表取締役社長

役員になるまで23年半いた総務部門で、環境問題やコーポレートガバナンスの改革などを手がけた。2009年に米倉弘昌の後任として、住友化学代表取締役社長に就任。

## その他の活動
- 日本経済団体連合会農政問題委員会委員長
- 日本IR協議会理事

## 関連人物
- 米倉弘昌

| ビジネス      | ビジネス                           | ビジネス      |
| ------------- | ---------------------------------- | ------------- |
| 先代 佐藤龍雄 | 東日本高速道路社長 2012年 - 2018年 | 次代 小畠徹   |
| 先代 米倉弘昌 | 住友化学社長 2009年 - 2011年       | 次代 十倉雅和 |